# Kacyki
Kacyki (Icterinae) – monotypowa podrodzina ptaków z rodziny kacykowatych (Icteridae).

## Zasięg występowania
Podrodzina obejmuje gatunki występujące w Ameryce.

## Morfologia
Długość ciała 15–27 cm; masa ciała samców 22,1–88 g, samic 20,8–73,1 g.

## Systematyka

### Etymologia
- Icterus: łac. icterus – wilga, od gr. ικτερος ikteros – żółty ptak, prawdopodobnie wilga, którego spojrzenie miało leczyć żółtaczkę[7].
- Andriopsar: gr. ανδρειος andreios – silny, odważny, od ανηρ anēr, ανδρος andros – mężczyzna; ψαρ psar, ψαρος psaros – szpak[8]. Gatunek typowy: Psarocolius gularis Wagler, 1829.

### Podział systematyczny
Podrodzina obejmuje jeden rodzaj, do którego należą następujące gatunki:

- Icterus parisorum Bonaparte, 1838 – kacyk cytrynowy
- Icterus chrysater (Lesson, 1844) – kacyk czarnoskrzydły
- Icterus graduacauda Lesson, 1839 – kacyk czarnogłowy
- Icterus leucopteryx (Wagler, 1827) – kacyk jasnoskrzydły
- Icterus auratus Bonaparte, 1850 – kacyk złoty
- Icterus gularis (Wagler, 1829) – kacyk duży
- Icterus nigrogularis (Hahn, 1819) – kacyk czarnogardły
- Icterus bullockiorum (Swainson, 1827) – kacyk złotobrewy
- Icterus pustulatus (Wagler, 1829) – kacyk pąsowogłowy
- Icterus abeillei (Lesson, 1839) – kacyk czarnogrzbiety
- Icterus galbula (Linnaeus, 1758) – kacyk północny
- Icterus mesomelas (Wagler, 1829) – kacyk plantacjowy
- Icterus pectoralis (Wagler, 1829) – kacyk plamisty
- Icterus graceannae Cassin, 1867 – kacyk białoskrzydły
- Icterus jamacaii (J.F. Gmelin, 1788) – kacyk modrooki
- Icterus icterus (Linnaeus, 1766) – kacyk plamoskrzydły
- Icterus croconotus (Wagler, 1829) – kacyk szafranowy
- Icterus maculialatus Cassin, 1848 – kacyk żółtobrzuchy
- Icterus wagleri P.L. Sclater, 1857 – kacyk czarnorzytny
- Icterus cucullatus Swainson, 1827 – kacyk maskowy
- Icterus prosthemelas (Strickland, 1850) – kacyk bananowy
- Icterus spurius (Linnaeus, 1766) – kacyk kasztanowaty
- Icterus northropi J.A. Allen, 1890 – kacyk bahamski – takson wyodrębniony z I. dominicensis[9][10][11]
- Icterus melanopsis (Wagler, 1829) – kacyk kubański – takson wyodrębniony z I. dominicensis[9][10][11]
- Icterus bonana (Linnaeus, 1766) – kacyk kasztanowogłowy
- Icterus portoricensis H. Bryant, 1866 – kacyk portorykański – takson wyodrębniony z I. dominicensis[9][10][11]
- Icterus oberi Lawrence, 1880 – kacyk ochrowy
- Icterus laudabilis P.L. Sclater, 1871 – kacyk złotobrzuchy
- Icterus dominicensis (Linnaeus, 1766) – kacyk haitański
- Icterus auricapillus Cassin, 1848 – kacyk płomiennogłowy
- Icterus pyrrhopterus (Vieillot, 1819) – kacyk melodyjny – takson wyodrębniony z I. cayanensis[12][13][10]
- Icterus cayanensis (Linnaeus, 1766) – kacyk epoletowy